# Lille Tut
|  | Denne artikel er oprettet af botten Steenthbot ud fra en ekstern database. Den kan derfor have sproglige fejl eller mangler. Denne skabelon kan fjernes efter kontrol af indholdet. |

Lille Tut er en dansk dokumentarfilm instrueret af Maria Mac Dalland.

## Handling
Lille Tut bor sammen med sin kat Gato, sin storebror Hugo og sin mor og far. Og så er der Nissen, der bor i et musehul i væggen. Nissen kan trylle og hver dag inviterer han Lille Tut og Gato med ud på opdagelsesrejser i naturen. Lille Tut er altid klar til at tage med, og får lige hanket op i den lidt nervøse Gato. Sammen ta'r de alle tre glade og forventningsfulde på eventyr...